# Walter Schmidinger
Walter Schmidinger, född 28 april 1933 i Linz, Österrike, död 28 september 2013 i Berlin, Tyskland, var en österrikisk skådespelare inom teater och film. Schmidinger verkade vid flera kända tyska och österrikiska teatrar som Theater in der Josefstadt, Schillertheater, Schaubühne och Berliner Ensemble.

## Filmografi
- 1973 – Fotgängaren
- 1977 – Ormens ägg
- 1979 – En kärleksvals i Wien
- 1980 – Ur marionetternas liv (TV-film)
- 1988 – Der Passagier - Welcome to Germany
- 1988 – Hanussen
- 2006 – Requiem